# Starodworce
Starodworce – dawna wieś na Białorusi, leżąca w obecnym obwodzie grodzieńskim, w rejonie grodzieńskim, na obszarze sielsowietu Obuchowo (nie występuje współcześnie jako odrębna jednostka osadnicza).

## Historia
Dawniej wieś w województwie trockim Rzeczypospolitej Obojga Narodów. W czasach zaborów w granicach Imperium Rosyjskiego, w guberni grodzieńskiej. W latach 1921–1939 wieś leżała w Polsce, w województwie białostockim, w powiecie grodzieńskim, w gminie Żydomla.
Według Powszechnego Spisu Ludności z 1921 roku zamieszkiwało tu 25 osób, 7 było wyznania rzymskokatolickiego, 18 prawosławnego. Jednocześnie 7 mieszkańców zadeklarowało polską przynależność narodową a 18 białoruską. Były tu 4 budynki mieszkalne.
Miejscowość należała do parafii prawosławnej w Skidlu i rzymskokatolickiej w Kaszubińcach. Podlegała pod Sąd Grodzki w Skidlu Okręgowy w Grodnie; właściwy urząd pocztowy mieścił się w Żydomli.
W wyniku napaści ZSRR na Polskę we wrześniu 1939 miejscowość znalazła się pod okupacją sowiecką. 2 listopada została włączona do Białoruskiej SRR. 4 grudnia 1939 włączona do nowo utworzonego obwodu białostockiego. Od czerwca 1941 roku pod okupacją niemiecką. 22 lipca 1941 r. włączona w skład okręgu białostockiego III Rzeszy. W 1944 miejscowość została ponownie zajęta przez wojska sowieckie i włączona do obwodu grodzieńskiego Białoruskiej SRR.
Jako odrębna wieś Starodworce funkcjonowały do 1969 r. Obecnie jest to grupa domów na południe od wsi Masztalery w kierunku Jurewicz.